# Hypnodendron pygmaeum
Hypnodendron pygmaeum là một loài Rêu trong họ Hypnodendraceae. Loài này được (Müll. Hal.) Broth. mô tả khoa học đầu tiên năm 1909.